# Pandanus austrosinensis
Pandanus austrosinensis là một loài thực vật có hoa trong họ Dứa dại. Loài này được T.L.Wu miêu tả khoa học đầu tiên năm 1977.